# Młodzieżowe Mistrzostwa Polski w Lekkoatletyce 2013
30. Młodzieżowe Mistrzostwa Polski w Lekkoatletyce – zawody lekkoatletyczne dla sportowców do lat 23 organizowane pod egidą Polskiego Związku Lekkiej Atletyki, które odbyły się od 29 do 30 czerwca na Stadionie im. Zdzisława Krzyszkowiaka w Bydgoszczy. Poprzednio impreza gościła w Radomiu.

## Rezultaty

### Mężczyźni
| Konkurencja:                  | 1. miejsce                                                                                | Rezultat    | 2. miejsce                                                                      | Rezultat | 3. miejsce                                                                      | Rezultat    |
| Bieg na 100 m                 | Karol Zalewski AZS UWM Olsztyn                                                            | 10,25 PB    | Grzegorz Zimniewicz UKS Achilles Leszno                                         | 10,34    | Remigiusz Olszewski OŚ AZS Poznań                                               | 10,38 PB    |
| Bieg na 200 m                 | Karol Zalewski AZS UWM Olsztyn                                                            | 20,81       | Adam Pawłowski SL Olimpia Poznań                                                | 21,55    | Grzegorz Zimniewicz UKS Achilles Leszno                                         | 21,61       |
| Bieg na 400 m                 | Mateusz Zagórski MUKL Brodnica                                                            | 47,08 PB    | Damian Krupa SL Olimpia Poznań                                                  | 47,19 PB | Paweł Gwiazdoń AZS-AWF Katowice                                                 | 47,41 PB    |
| Bieg na 800 m                 | Sebastian Smoliński MKS Start Lublin                                                      | 1:50,80     | Artur Kuciapski RKS Łódź                                                        | 1:50,93  | Karol Konieczny SL WKS Zawisza Bydgoszcz                                        | 1:51,03     |
| Bieg na 1500 m                | Damian Roszko KS Podlasie Białystok                                                       | 3:45,35     | Bartosz Kotłowski LKS Ostromecko                                                | 3:45,68  | Bartosz Kowalczyk PLKS Gwda Piła                                                | 3:45,79 SB  |
| Bieg na 5000 m                | Damian Roszko KS Podlasie Białystok                                                       | 14:09,95 PB | Szymon Kulka ULKS Lipinki                                                       | 14:11,33 | Tomasz Grycko UKS Bliza Władysławowo                                            | 14:26,69 PB |
| Bieg na 3000 m z przeszkodami | Dawid Żebrowski MKS-MOS Płomień Sosnowiec                                                 | 8:50,96     | Jacek Żądło LKS Stal Mielec                                                     | 8:54,85  | Dawid Konieczek WMLKS Nadodrze Powodowo                                         | 9:02,99 PB  |
| Bieg na 110 m przez płotki    | Damian Czykier KS Podlasie Białystok                                                      | 14,17       | Michał Kula AZS KU Politechniki Opolskiej Opole                                 | 14,44    | Mikołaj Justyński AZS Łódź                                                      | 14,45       |
| Bieg na 400 m przez płotki    | Damian Krupa SL Olimpia Poznań                                                            | 51,02 PB    | Marcin Młynarczyk MKS-MOS Płomień Sosnowiec                                     | 51,67 PB | Jakub Smoliński RLTL ZTE Radom                                                  | 51,98 PB    |
| Sztafeta 4 × 100 m            | KS Podlasie Białystok Paweł Skubina Kamil Bijowski Kamil Supiński Grzegorz Kossakowski    | 40,72       | KS AZS AWF Kraków Paweł Tietierin Arnold Zdebiak Piotr Matyja Mateusz Jędrusik  | 41,13 SB | SL Olimpia Poznań Michał Janiak Adam Pawłowski Marcin Hryszkiewicz Kamil Mateja | 41,51       |
| Sztafeta 4 × 400 m            | KS AZS AWF Wrocław Wojciech Salmonowicz Mateusz Kozłowski Radosław Cichoń Kamil Podsiadło | 3:15,67     | MUKL Brodnica Mateusz Ronowicz Marcin Kowalski Łukasz Kowalski Mateusz Zagórski | 3:15,68  | AZS-AWF Katowice Krzysztof Harędza Marcin Londzin Paweł Prencel Paweł Gwiazdoń  | 3:16,04     |
| Chód na 20 km                 | Mieczysław Romanowski MKS Polonia Warszawa                                                | 1:32:12     | Jakub Kuszneruk MKS Żak Biała Podlaska                                          | 1:33:09  | Jakub Herba KS AZS-AWF Kraków                                                   | 1:36:17     |
| Skok wzwyż                    | Piotr Milewski KS Podlasie Białystok                                                      | 2,15        | Maciej Kiendzierski MKLA Łęczyca                                                | 2,12     | Mateusz Baszczyński UKS Orkan Środa Wielkopolska                                | 2,08        |
| Skok o tyczce                 | Robert Sobera KS AZS-AWF Wrocław                                                          | 5,40        | Piotr Lisek OSOT Szczecin                                                       | 5,40     | Rafał Torkowski OSOT Szczecin                                                   | 5,00        |
| Skok w dal                    | Michał Rejmus AZS-AWFiS Gdańsk                                                            | 7,51        | Jarosław Lentowicz LKS Stal Mielec                                              | 7,47     | Michał Kalinowski GKS Olimpia Grudziądz                                         | 7,41 PB     |
| Trójskok                      | Maksym Sypniewski KS AZS-AWF Biała Podlaska                                               | 16,22 PB    | Jakub Daroszewski BKS Bydgoszcz                                                 | 15,69 SB | Bartosz Bonecki AZS Łódź                                                        | 15,47 PB    |
| Pchnięcie kulą                | Jakub Szyszkowski WKS Śląsk Wrocław                                                       | 19,37       | Dominik Witczak RLTL ZTE Radom                                                  | 19,16 PB | Krzysztof Brzozowski MKS-MOS Płomień Sosnowiec                                  | 18,33       |
| Rzut dyskiem                  | Wojciech Praczyk WKS Śląsk Wrocław                                                        | 57,60       | Damian Kamiński AZS-AWF Warszawa                                                | 54,66    | Paweł Pasiński MLKS Nadwiślanin Chełmno                                         | 53,57       |
| Rzut młotem                   | Arkadiusz Rogowski RKS Skra Warszawa                                                      | 67,61       | Rafał Ciszewski RAZS KU Politechniki Opolskiej Opole                            | 61,85 PB | Sebastian Dobkowski niestowarzyszony                                            | 58,51 SB    |
| Rzut oszczepem                | Marcin Krukowski KS Warszawianka Warszawa                                                 | 77,17       | Bartosz Osewski AZS-AWFiS Gdańsk                                                | 74,29    | Krzysztof Szalecki KS Podlasie Białystok                                        | 73,68       |

### Kobiety
| Konkurencja:                  | 1. miejsce                                                                              | Rezultat    | 2. miejsce                                                                                 | Rezultat    | 3. miejsce                                                                                     | Rezultat    |
| Bieg na 100 m                 | Martyna Opoń OŚ AZS Poznań                                                              | 11,72       | Klaudia Konopko UKS 19 Bojary Białystok                                                    | 11,85 PB    | Magda Malinowska UKS 19 Bojary Białystok                                                       | 11,93       |
| Bieg na 200 m                 | Martyna Opoń OŚ AZS Poznań                                                              | 24,05       | Klaudia Konopko UKS 19 Bojary Białystok                                                    | 24,23 PB    | Justyna Święty AZS-AWF Katowice                                                                | 24,46 PB    |
| Bieg na 400 m                 | Justyna Święty AZS-AWF Katowice                                                         | 52,31 PB    | Małgorzata Hołub KL Bałtyk Koszalin                                                        | 52,41 PB    | Magdalena Gorzkowska TS AKS Chorzów                                                            | 53,46 PB    |
| Bieg na 800 m                 | Joanna Jóźwik AZS-AWF Warszawa                                                          | 2:05,18     | Monika Hałasa UKS Olimpia Zabrze                                                           | 2:05,46     | Paulina Mikiewicz KS Podlasie Białystok                                                        | 2:05,80 PB  |
| Bieg na 1500 m                | Monika Hałasa UKS Olimpia Zabrze                                                        | 4:21,29     | Paulina Mikiewicz KS Podlasie Białystok                                                    | 4:22,86 PB  | Natalia Wacławska WKS Wawel Kraków                                                             | 4:24,33 PB  |
| Bieg na 5000 m                | Dominika Napieraj KS AZS AWF Wrocław                                                    | 16:18,80    | Natalia Wacławska WKS Wawel Kraków                                                         | 16:19,52 PB | Izabela Dziedziech LŁKS Prefbet Śniadowo Łomża                                                 | 17:06,63 PB |
| Bieg na 3000 m z przeszkodami | Joanna Terefenko LKS Jantar Ustka                                                       | 10:44,05 PB | Paulina Furmańska LKS Lubusz Słubice                                                       | 10:51,39 PB | Martyna Warda KS AZS UWM Olsztyn                                                               | 10:52,17 SB |
| Bieg na 100 m przez płotki    | Urszula Bhebhe AZS-AWF Warszawa                                                         | 13,65       | Karolina Kołeczek UKS Trójka Sandomierz                                                    | 13,81       | Martyna Mąkosa RLTL ZTE Radom                                                                  | 14,26       |
| Bieg na 400 m przez płotki    | Joanna Banach UKS Młodzik Warszawa                                                      | 57,42 PB    | Agnieszka Karczmarczyk AZS-AWFiS Gdańsk                                                    | 57,99 PB    | Klaudia Żurek KS AZS AWF Kraków                                                                | 58,69       |
| Sztafeta 4 × 100 m            | UKS 19 Bojary Białystok Magda Malinowska Katarzyna Sokólska Klaudia Konopko Ayla Kisiel | 45,84 SB    | KS AZS AWF Kraków Agnieszka Kozłowska Paulina Maślanka Klaudia Żurek Karolina Jerzmanowska | 46,98 SB    | KS Podlasie Białystok Ewelina Popowska Monika Dmochowska Martyna Rutkowska Karolina Markiewicz | 47,72       |
| Sztafeta 4 × 400 m            | AZS-AWF Katowice Marta Węgler Monika Mochnia Marlena Gielata Justyna Święty             | 3:46,27 SB  | KS AZS AWF Wrocław Marta Knull Ewa Mak Małgorzata Linkiewicz Karolina Dąbrowska            | 3:47,27     | AZS-AWFiS Gdańsk Paulina Poszytek Martyna Kuźnicka Katarzyna Ratajczyk Agnieszka Karczmarczyk  | 3:47,43 SB  |
| Chód na 20 km                 | Natalia Płomińska UKS 12 Kalisz                                                         | 1:42:07     | Beata Heppner CKS Budowlani Częstochowa                                                    | 1:44:39 PB  | Karolina Wierus CKS Budowlani Częstochowa                                                      | 1:45:40     |
| Skok wzwyż                    | Agnieszka Borowska LKS Zantyr Sztum                                                     | 1,83        | Michalina Kwaśniewska ZLKL Zielona Góra                                                    | 1,83 PB     | Agnieszka Bukowczyk RKS Skra Warszawa                                                          | 1,77 =SB    |
| Skok o tyczce                 | Natalia Krupińska KS AZS AWF Kraków                                                     | 3,70        | Aleksandra Wiśnik OSOT Szczecin                                                            | 3,60        | Patrycja Nycz KS AZS AWF Kraków                                                                | 3,60 =PB    |
| Skok w dal                    | Agnieszka Borowska LKS Zantyr Sztum                                                     | 6,12        | Karolina Markiewicz KS Podlasie Białystok                                                  | 6,08 PB     | Ewa Rosiak KS Stal Ostrów Wielkopolski                                                         | 6,02 SB     |
| Trójskok                      | Adrianna Ziętara MKS-MOS Płomień Sosnowiec                                              | 12,79 PB    | Weronika Gaudyn WKS Wawel Kraków                                                           | 12,62       | Agnieszka Kozłowska KS AZS AWF Kraków                                                          | 12,50       |
| Pchnięcie kulą                | Paulina Guba OKS Start Otwock                                                           | 17,17 SB    | Anna Wloka LUKS Podium Kup                                                                 | 16,83 PB    | Aldona Magdalena Żebrowska niestowarzyszona                                                    | 15,59       |
| Rzut dyskiem                  | Andżelika Przybylska KKL Rodło Kwidzyn                                                  | 54,49 PB    | Małgorzata Raciborska KS AZS-AWF Biała Podlaska                                            | 50,84       | Tatiana Grot AZS-AWFiS Gdańsk                                                                  | 44,43       |
| Rzut młotem                   | Dagmara Stala AZS-AWF Warszawa                                                          | 62,72 PB    | Sandra Malinowska LUKS Atletic Białystok                                                   | 59,42       | Olga Łaszkowska AZS-AWF Warszawa                                                               | 51,35       |
| Rzut oszczepem                | Marta Kąkol AZS-AWFiS Gdańsk                                                            | 52,40       | Karolina Bołdysz KS Polonia Pasłęk                                                         | 49,44       | Sandra Nowak AZS-AWF Gorzów                                                                    | 45,90 SB    |

## Bieg na 10 000 m
Mistrzostwa Polski w biegu na 10 000 metrów zostały rozegrane 27 kwietnia w Sosnowcu.
| Konkurencja: | 1. miejsce                           | Rezultat    | 2. miejsce                        | Rezultat    | 3. miejsce                           | Rezultat    |
| Mężczyźni    | Szymon Kulka ULKS Lipinki            | 30:08,43    | Marek Kowalski SKLA Sopot         | 30:17,84    | Tomasz Grycko UKS Bliza Władysławowo | 30:33,56 PB |
| Kobiety      | Dominika Napieraj KS AZS AWF Wrocław | 35:25,61 PB | Martyna Adamczyk AZS-AWFiS Gdańsk | 36:10,30 PB | Angelika Mach AZs-UMCS Lublin        | 36:58,61    |

## Wieloboje
Mistrzostwa w dziesięcioboju mężczyzn i w siedmioboju kobiet zostały rozegrane 1 i 2 czerwca w Opolu.

### Mężczyźni
| Konkurencja:  | 1. miejsce                           | Rezultat  | 2. miejsce                       | Rezultat  | 3. miejsce                         | Rezultat  |
| Dziesięciobój | Mateusz Chmieliński AZS-AWF Warszawa | 6989 pkt. | Michał Krawczyk AZS-AWF Warszawa | 6107 pkt. | Krzysztof Wojtuś MKS Osa Zgorzelec | 5767 pkt. |

### Kobiety
| Konkurencja: | 1. miejsce                          | Rezultat     | 2. miejsce                                | Rezultat     | 3. miejsce                                                 | Rezultat  |
| Siedmiobój   | Agnieszka Borowska LKS Zantyr Sztum | 5586 pkt. PB | Edyta Kulmaczewska UKS Misiaczki Pruszków | 5068 pkt. PB | Paulina Rześniowiecka RAZS KU Politechniki Opolskiej Opole | 4609 pkt. |

## Biegi przełajowe
Mistrzostwa Polski w biegach przełajowych zostały rozegrane 23 listopada w Lubinie. Kobiety startowały na dystansie 4 kilometrów, a mężczyźni na 6 kilometrów.
| Konkurencja:     | 1. miejsce                        | Rezultat | 2. miejsce                              | Rezultat | 3. miejsce                           | Rezultat |
| Mężczyźni (6 km) | Marek Skorupa UKS Barnim Goleniów | 16:53    | Tomasz Grycko UKS Bliza Władysławowo    | 16:57    | Andrzej Rogiewicz LKS Zantyr Sztum   | 17:00    |
| Kobiety (4 km)   | Aleksandra Brzezińska MKL Toruń   | 12:35    | Paulina Mikiewicz KS Podlasie Białystok | 12:41    | Dominika Napieraj KS AZS AWF Wrocław | 12:41    |